# Caroline Graham Hansenová
Caroline Graham Hansenová (* 18. února 1995) je norská fotbalistka, která hraje jako křídlo za španělský klub Barcelona a norskou reprezentaci.
Svou kariéru začala v norském Stabæku. V roce 2013 hrála ve Švédsku za Tyresö FF, poté se vrátila zpět do Stabæku. V roce 2014 přestoupila do Wolfsburgu. Ve Wolfsburgu ji trápila četná zranění, přesto se s klubem dostala do dvou finále Ligy mistrů. V roce 2019 podepsala smlouvu s Barcelonou. V sezóně 2019/20 s klubem vyhrála titul. V sezóně 2020/21 vyhrála s klubem treble, včetně titulu Ligy mistrů.
Norsko reprezentovala už na mládežnické úrovni, za seniorskou reprezentaci debutovala v roce 2011 a dopomohla ke stříbrné medaili z Mistrovství Evropy ve fotbale žen 2013. V roce 2015 musela kvůli zranění vynechat Mistrovství světa ve fotbale žen 2015. Zúčastnila se Mistrovství Evropy ve fotbale žen 2017, kde nezískalo Norsko ani bod a nevstřelilo žádný gól. Zúčastnila se také Mistrovství světa ve fotbale žen 2019.
V roce 2024 skončila druhá v anketě Zlatý míč.